# Napomyza bellidis
Napomyza bellidis är en tvåvingeart som beskrevs av Griffiths 1967. Napomyza bellidis ingår i släktet Napomyza och familjen minerarflugor. Arten är reproducerande i Sverige. Inga underarter finns listade i Catalogue of Life.